# Євродиректор
«Євродиректор» — український комедійний телесеріал.
Прем'єра телесеріалу в Україні відбулася 17 серпня 2020 року на телеканалі ТЕТ.

## Синопсис
Через нову освітню реформу до Кривопільської школи прийняли директора із Європи — Даніеля Янсена. Завучка Інеса Назарівна, яка мала зайняти цю посаду, дуже зла на євродиректора й намагається будь-якими способами його звільнити з роботи директора. Однак, він з усіх ситуацій знайде вихід.

## У ролях
У зйомках серіалу брали участь:
- Гарік Бірча — Дмитро Олександрович
- Артемій Єгоров — Даніель Янсен (вчитель із Нідерландів, новий директор)
- Катерина Варченко — Анастасія (вчителька української мови і літератури)
- Віра Кобзар — Інеса Назарівна (завучка школи, вчитель біології)
- Вероніка Лук'яненко — Лера
- Ірина Кудашова — Таня
- Едуард Козачок — Богдан Демченко
- Андрій Федінчик — Кирило (вчитель фізкультури)